# Operacije "Labrador" i "Opera"
Operacije "Labrador" i "Opera" su bile akcije koje su kontraobavještajne službe JNA (KOS) od 19. kolovoza 1991. provodile u početnoj fazi Domovinskog rata u Zagrebu. 

## Kontekst i ciljevi
Akcije su predstavljale aktivnosti specijalnoga rata protiv Hrvatske intenzivnom propagandom i terorističkim akcijama sa svrhom kompromitiranja Hrvatske i sprječavanja međunarodnog priznanja njene neovisnosti.
Glavni je cilj tih akcija bio da se svjetskoj javnosti predstavi hrvatsku vlast kao profašističku, te da se stvori protuhrvatsko raspoloženje kod Židova i šire svjetske javnosti, tako što su agenti KOS-a podmetnuli i aktivirali ekspozivne naprave u Židovskoj općini u Zagrebu i na židovskom groblju na zagrebačkom groblju Mirogoj, kako bi ih se pripisalo navodnim antisemitima iz Hrvatske. U sklopu protuhrvatske propagande su se, primjerice, televizijski snimci stradalih Hrvata prikazivali su se kao snimci Srba koji su žrtve hrvatskih zločina.

## Operacija Opera: propagandni rat
"OPERA" je bio kodni naziv za "Operativnu grupu za propagandni rad", grupu u sklopu jugoslavenske vojne obavještajne službe KOS koja je djelovala iz Odelenja bezbednosti Ratnog Vazduhoplovstva u Zemunu. Grupa je formirana u listopadu i studenom 1991. godine na poticaj generala Zvonka Jurjevića, tadašnjeg zapovjednika Ratnog zrakoplovstva i protuzračne obrane JNA. 
Ekipa se sastojala od petnaestak novinara, snimatelja i tehničara, koji su trebali sudjelovati u propagandnom ratu protivih Hrvatske. U tu svrhu su koristili metodama uobičajenim u specijalnom ratu: slali su telefakse i dopise medijskim kućama na lažno primpremljenim memorandumima raznih izmišljenih organizacija (npr. "Komunistička sekcija HDZ") ili stvarnih organizacija (npr. su na osnovi pravih tiskanih materijala HOS-a sačinjeni u Beogradi leci u kojima se optužuju strukture ZNG i hrvatske policije za tobožnju suradnju s JNA), s lažnim pečatima - gdje se širilo dezinformacije čije je objavljivanje bilo štetno po ugled Hrvatske i/ili slogu hrvatskog društva. Također su pripadnici tog svojevrsnog "uredništva" pripremali izvješća koja su davala zapovjedništva JNA, osobito ona koje je davalo "Ratno vazduhoplovstvo". U medije - nadasve prema stranim novinarima - plasirane su izmišljene priče (npr. da su prilikom raketiranja hrvatskih vojnih snaga tobože poginuli neki njemački vojni instruktori) i krivotvoreni hrvatski dokumenti, koje bi međutim sadržavale ponešto istinitih elemenata, često preuzetih iz hrvatskih medija ili iz obavještajnih podataka kojima je raspolagao KOS. Također su šireni leci u kojima se poticalo neslogu među Hrvatima (u jednome je pisalo "braćo Hercegovci, dok mi branimo lijepu našu na bojišnicima Hrvatske, Zagrepčani i drugi su pobjegli u inozemstvo ..."), iskorišten je sadržaj telefonskog razgovora u kojem je sudjelovao zapovjednik obrane Vukovara Mile Dedaković Jastreb i s potpisom tobožnjeg "Odbora za zaštitu Jastreba" plasiran putem letaka i stranih medija i poduzimane razne druge aktivnosti radi manipuliranja javnošću. 
Za potrebe propagandnog rada grupe OPERA prikupljen je vrlo veliki broj informacija koje su se koristile kod izrade iskrivljenih medijskih sadržaja koji su trebali štetiti Hrvatskoj; među njima i veliki broj mikrofilmova koji su za potrebe KOS-a u proljeće 1990.-te godine nastali potajnim kopiranjem dokumentacije Centralnog komiteta Saveza komunista Hrvatske - a koji su sadržali razne povjerljive informacije koje su o osobama, ustanovama i događajima u Hrvatskoj zadnjih godina bili prikupljali hrvatska UDBA i policijska tijela (u jednostranačkoj državi kakva je bila Socijalistička Republika Hrvatska, takve osjetljive informacije stoje na potpunom raspolaganju stranačkim tijelima). Osobita pažnja posvećena je informacijama policijskih i tajnih službi o ljudima koji su se 1991. godine nalazili na visokim državnim funkcijama u Hrvatskoj. Također su korištene informacije koje su obavještajne strukture JNA uspijevale 1991. godine prikupiti prisluškivanjem vojnih i civilnih komunikacija u Hrvatskoj. 
U ožujku i travnju 1994. godine suradnik KOS-a Radenko Radojčić je u iskazu Službi za zaštitu ustavnog poretka razotkrio mrežu suradnika KOS-a JNA u vrhu SKH-SDP 1990. godine. Tu navodi imena većeg broja osoba koje su (barem tako R. Radojčić tvrdi) organizirano pomagale u provođenju aktivnosti usmjerenih na sprječavanje osamostaljenja, uključivo i razoružavanje Hrvatske neposredno prije predaje vlasti demokratski izabranim predstavnicima naroda u svibnju 1990. godine. Navodi se da su hrvatske obavještajne službe razotkrile 63 agenta KOS-a u gradovima Hrvatske; ali su i nakon toga nastavljene specijalnoratovske aktivnosti KOS-a, kojima se upravljalo sa zapovjednog mjesta u Komandi Ratnog zrakoplovstva JNA u Begradu. Radenko Radojčić, koji je bio 1980-ih godina bio zaposlen kao službenik Stručne službe Centralnog komiteta Saveza komunista Hrvatske, izrađujući analize za potrebe najvišeg rukovodstva, uspio je odande iznijeti i KOS-u staviti na raspolaganje znatnu povjerljivu dokumentaciju koju je prikupila Služba državne sigurnosti Socijalističke Republike Hrvatske.

## Operacija Labrador: bombaški napadi uklopljeni u propagandni rat
U kolovozu mjesecu 1991., KOS je izveo nekoliko aktivnosti pod kodnim nazivom Operacija Labrador, s ciljem kompromitiranja Hrvatske. Operacija Labrador trebala se sastojati od nekoliko terorističkih napada koji su trebali upotpuniti aktivnosti Operacije Opera - propagandne kampanju u kojoj se dezinformiralo medije, a tim putem i opću javnost. Cilj je bio da se Hrvatsku, koja je objavila svoju volju da proglasi neovisnost od SFR Jugoslavije, predstavi svijetu kao profašističku državu koja se nije maknula od stanja svijesti NDHi koja je navodno prožeta antisemitizmom.
Operaciju Labrador vodio je pukovnik Slobodan Rakočević, šef KOS-a u Jugoslavenskom ratnom zrakoplovstvu (načelnik Odelenja bezbednosti u RV i PVO), iz ureda u Zemunu. U Zagrebu, operativnu kontrolu Labradora dodijeljena je pukovniku Ivanu Saboloviću, te majoru Čedi Kneževiću. Drugi suradnici KOS-a su stvorili zalihe eksploziva u Zagrebu i okolici, te preuzeli zadaću postavljanje eksplozivnih naprava. Eksplozivna sredstva i neka druga oružja smještena su na nekoliko lokacija.  U sklopu operacije Labrador je JNA, tjedan nakon neuspješnog raketiranja Banskih dvora,  izvedena operacija pod lažnom zastavom u kojoj su 19. kolovoza 1991., prostorije Židovske općine u Palmotićevoj ulici u Zagrebu, i židovski grobovi na Mirogoju pretrpjeli bombaške napade. Hrvatske su službe sigurnosti razotkrile počinitelje, koji su uspjeli pobjeći u Srbiju.  Uz te dvije eksplozije, postoje optužbe da su KOS-ovi agenti odgovorni i za bombaške napade na pruzi Zagreb – Beograd kraj Vinkovaca kao i na željezničkoj pruzi između Gline i Vojnića. 

## Svjedočenje Mustafe Čandića pred MKSJ
Na suđenju Slobodanu Miloševiću pred Međunarodnim sudom za ratne zločine počinjene na području bivše Jugoslavije je bivši časnik KOS-a Mustafa Čandić posvjedočio u studenom 2002. god. da su mu poznati detalji kako o operaciji  "Opera", tako i o operaciji "Labrador", koja je - prema njegovom iskazu - bila "prirodni nastavak operacije koja se zvala 'Labrador’... unutar ove operacije ‘’Labrador’’ bilo je preduzeto nekoliko konkretnih operacija, terorističkih akata zapravo i kada su hrvatske vlasti saznale o operacijama ove vrste u Zagrebu, oni, članovi operacije ‘’Labrador’’ su, sa svim dokumentima, pobjegli za Beograd. Po njihovom dolasku u Beograd, što znači u drugoj polovini avgusta, uspostavljeno je odjelenje za propagandni rat, propagandno ratovanje i ono je ukratko nazvano ‘Opera’.... tačno je da je izvršena teroristička akcija miniranja jevrejskih grobova na groblju ‘’Mirogoj’’. Cilj je bio da se hrvatska vlast predstavi i pokaže kao profašistička, odnosno da se stvori animozitet Jevreja prema hrvatskoj vlasti u Zagrebu. Još dalje, bio je planiran i teroristički akt na sinagogu u Zagrebu. Međutim, on nije izveden iz razloga što su akteri ‘Labradora' morali pobjeći za Beograd, jer im je prijetila opasnost od hapšenja... Glavni oficir koji je bio zadužen za operativnu akciju ‘’Labrador’’ je bio načelnik odjeljenja bezbjednosti, pukovnik Slobodan Rakočević u Zemunu... od jednog od ključnih aktera ‘’Opere’’, Radenka Radojčića, saznao da su izrađeni detaljni i konkretni planovi ’Opere’ ... prvo Republiku Hrvatsku, pa onda i Bosnu i Hercegovinu". Među primjerima dezinformativnih akcija poduzimanih protiv Republike Hrvatske, Mustafa Čandić navodi "primjer razgovora između Mileta Dedakovića Jastreba, branitelja Vukovara i generala Antuna Tusa u Zagrebu. Na osnovu u više navrata prisluškivanih razgovora između ove dvojice, napravljen je jedan razgovor, znači sa isječcima, u kome Mile Dedaković Jastreb od Antuna Tusa traži pomoć u naoružanju, a ovaj mu kaže da ne računa ni na kakvu pomoć i da je prepušten sam sebi, da se bori kako zna i umije."
2015. godine je Mustafa Čandić ponovo govorio - između ostaloga - o svojim saznanjima o operacijama "Opera" i "Labrador", za medije. Tu je onome rečenome pred sudom dodao detalje o namjernom ostavljanju evidencije o suradnicima KOS-a o Zagrebu koja je najvećim dijelom sadržavala lažna imena, kako bi se prouzročilo međusobno nepovjerenje u hrvatskim redovima; također o tome da je mreža suradnika KOS-a uspostavljena pred rat u Zagrebu sadržavala osobe na visokim funkcijama, uključujući visokopozicionirane djelatnike hrvatske Službe državne sigurnosti.

## Vanjske poveznice
- Članak u "Necenzurirano"  Arhivirana inačica izvorne stranice od 19. listopada 2009. (Wayback Machine)
- Arhiv HRT  Arhivirana inačica izvorne stranice od 31. kolovoza 2009. (Wayback Machine)
- Tekst poveznice
- International Criminal Tribunal for the former Yugoslavia, 'questioning' transcripts on Operations "Labrador" and "Opera".
- Radenko Radojčić, Izjava dana 15. ožujka 1994., "National security and the future", Vol. 10 No. 3-4, prosinac 2009.
- Operacija Opera  Arhivirana inačica izvorne stranice od 13. studenoga 2018. (Wayback Machine)
- Hibridno ratovanje i suvremeni sukobi, Nikola Brzica (doktorski rad), Fakultet političkih znanosti Sveučilišta u Zagrebu, 2018.